# Novăceștii (film)
Novăceștii este un film de animație românesc din 1988, regizat de Constantin Păun pe baza celor 15 episoade din serialul de animație omonim, care a fost realizat în perioada 1985–1988. Scenariul acestui film a fost scris de Mihai Opriș și Constantin Păun.
Acțiunea filmului este inspirată în mod liber din baladele populare românești din ciclul Novăceștilor și prezintă destinul romanțat al lui Baba Novac, căpitan de oaste în armata lui Mihai Viteazul, în contextul luptei antiotomane a Țărilor Române de la sfârșitul secolului al XVI-lea. Sunt evocate faptele de vitejie atât ale eroului Baba Novac, cât și ale urmașilor săi, îndeosebi cele ale fiului său, Gruia, care au luptat împotriva turcilor otomani pentru apărarea gliei străbune, intrând în legendă.
Novăceștii este considerat primul lungmetraj de desen animat cu temă istorică realizat de studioul „Animafilm” și aparține epopeii naționale a cinematografiei românești. Criticii specializați ai epocii, care au analizat filmul, l-au descris ca „o baladă cinematografică de certă valoare poetică” și au evidențiat combinația inspirată a istoriei cu folclorul și folosirea metaforelor.

## Rezumat
O oaste otomană condusă de Ali Pașa pătrunde la sfârșitul secolului al XVI-lea pe teritoriul Țării Românești în scop de pradă și este atacată de un mic grup de luptători români conduși de bătrânul Novac. În cursul acestor lupte crâncene, bătrânul Novac este străpuns cu o suliță, dar tânărul Novac îi taie mâna dreaptă lui Ali Pașa. Oastea otomană este nevoită să se retragă în dezordine. Rănit grav, bătrânul Novac îi cere fiului său să-și găsească o femeie, să facă cu ea copii care să ducă numele neamului mai departe și să îi învețe pe copiii săi că dragostea de pământul țării este mai presus de orice. Bătrânul moare în picioare și se transformă într-un stejar falnic, în timp ce calul său se culcă pe pământ și se transformă într-o stană de piatră. Tânărul Novac jură că nu va ridica sabia decât ca să apere glia străbună.
Ali Pașa cugetă la răzbunare în seraiul său și îi poruncește babei Gaia, o vrăjitoare bătrână, să-l ucidă pe tânărul Novac, singura persoană care mai stă în calea măririi sale. Vrăjile babei Gaia nu au niciun efect împotriva lui Novac, deoarece sunt oprite de paloșul lui fermecat (făcut dintr-o rază de soare), iar apoi vrăjitoarea își pierde puterile după ce o veveriță îi fură și îi distruge ochiul de sticlă. În perioada următoare voinicul se căsătorește cu tânăra Ileana, după ce o fură de la părinții ei, și au împreună doi băieți gemeni: bălaiul Gruia și oacheșul Bujor. Ursitoarele prevestesc că băieții vor fi neînfrânți atât timp cât vor sta pe pământul pe care s-au născut. Pentru că nu a reușit să-i îndeplinească porunca, Baba Gaia este aruncată de Ali Pașa în temniță.
În timp ce Novac era plecat departe ca să aducă Apa vieții de la Izvorul Vântoaselor, pentru a-l vindeca de febră pe Gruia, oastea lui Ali Pașa pătrunde din nou în țară, unde incendiază casa Novăceștilor, o ucide pe Ileana și îl răpește, fără ca nimeni să știe, pe Bujor, iar pe drumul către Dunăre dă foc stejarului falnic. Novac nu reușește să-i ajungă din urmă pe turci și, disperat, aruncă plosca cu Apa vieții pe pământul unde fusese stejarul; în acel loc răsare o pădure deasă și un izvor. Gruia nu murise însă, așa cum crezuseră toți până atunci, și este găsit în ruinele casei arse, apoi este cufundat de tatăl său în izvorul cu Apa vieții și devine iarăși sănătos.
Timpul trece, iar cei doi copii cresc fără a ști unul de celălalt și sunt instruiți în arta militară. Gruia este învățat de tatăl său să mânuiască paloșul fermecat și învinge de unul singur un grup de tătari ce intraseră în țară, în timp ce Bujor, numit acum Hassan, crede că Ali Pașa este tatăl său și i se inoculează ideea că trebuie să se răzbune pe Novăcești. După urcarea lui Mihai Viteazul în scaunul Țării Românești, grupul de luptători al Novăceștilor se alătură marii oști a țării și participă la Campania antiotomană, reușind să-i alunge pe turci din țară. O oaste otomană condusă de Hassan face o incursiune peste Dunăre în căutarea Novăceștilor, incendiind sate și ucigând cu cruzime pe localnici, dar este învinsă de Novac, care-i cruță viața comandantului. Ali Pașa vrea să-i taie capul lui Hassan, dar sultanul îi poruncește ca toți oștenii săi să se alăture marii oștiri imperiale. Hassan îl roagă pe Ali Pașa să-i permită să mai încerce încă o dată, dar Baba Gaia, care învățase între timp vrăji noi, le spune că nu-i pot învinge pe Novăcești cât timp aceștia vor lupta pe pământul natal.
Vrăjitoarea se transformă într-o tornadă și, după ce trece Dunărea, o răpește pe Nedeia, viitoarea soție a lui Gruia. Tânărul pleacă în căutarea ei, părăsește glia străbună și, pierzându-și puterile, este luat prizonier de Ali Pașa. Aflând acestea, Novac umple o traistă cu pământ românesc și ajunge la palatul pașei, unde, aruncând pe jos pământ, reușește să-l elibereze pe Gruia și să-l ucidă pe Ali. În timpul luptelor, Gruia îl rănește mortal pe Hassan, iar Novac, care aflase că Hassan era, de fapt, Bujor, pornește în goană cu trupul lui către Dunăre pentru a-l salva prin cufundare în Apa vieții. Cei doi călăreți reușesc să depășească obstacolele create în calea lor de Baba Gaia, iar Hassan este cufundat în Apa vieții și devine astfel Bujor. Novac și cei doi fii ai săi luptă împreună de-acum înainte împotriva cotropitorilor.

## Distribuție (voci)
- Ion Colan — tânărul Novac
- Magdalena Cernat — Baba Gaia, vrăjitoarea bătrână a lui Ali Pașa (menționată Magda Cernat)
- Radu Stoenescu — bătrânul Novac / Ali Pașa
- Vasile Muraru — Corbul Alb / Corbul Negru (menționat Vasile Murariu)
- Nina Dimitriu-Ulmu — Ileana, soția tânărului Novac, mama gemenilor Gruia și Bujor / Nedeia, soția lui Gruia (menționată Niculina Dumitriu)
- Constantin Răducanu
- Mircea Toia
- Marcel Mihai
- Constantin Păun

## Producție

### Context
Regizorul Constantin Păun (n. 1947), creatorul acestui film, a fost angajat inițial ca animator la studioul „Animafilm”, unde a lucrat ca ucenic al artistului Ion Truică, și a absolvit apoi cursurile Institutului de Artă Teatrală și Cinematografică (IATC) în 1976. A debutat în lumea filmului de animație la începutul anilor 1980 cu câteva episoade din serialul științifico-fantastic Misiunea spațială Delta (1980–1983). După acest debut, s-a orientat către filmele de ficțiune cu actori și a realizat comedia muzicală Melodii la Costinești (1983), după scenariul lui Mihai Opriș, și scurtmetrajul Clipele dinaintea singurătății, după scenariul lui Aristide Butunoiu, care a fost inclus în filmul de scheciuri De patru ori start! (1984). Cele două filme au fost primite cu anumite rezerve de criticii vremii, care, deși le-au recunoscut inteligența și bun-gustul, i-au reproșat regizorului că nu a ținut seama de „rigorile genului”. Regizorul, care dovedise că putea „mânui limbajul cinematografic modern”, nu a mai revenit la filmele cu actori, ci s-a întors la filmele de animație și a realizat, printre altele, scurtmetrajul experimental Timpul.
Studioul Animafilm a început să se orienteze la jumătatea anilor 1980 către filmele de animație cu subiect istoric, încercând să popularizeze istoria în rândurile micilor spectatori. Fuseseră realizate și până atunci filme de animație cu caracter istoric, dar continua să existe prejudecata că animația trebuie să aibă un scop de divertisment și că nu s-ar potrivi solemnității evenimentelor istorice. Unii cineaști au căutat să combată această prejudecată prin realizarea unor filme-parabolă pe teme istorice, în care încercau forme cinematografice originale de abordare a acestui subiect și foloseau adesea metafore, vrând să transmită astfel anumite mesaje către publicul contemporan. Interesul înalt al publicului spectator a determinat adoptarea rapidă a temei istorice de către cinematografia românească de animație, care se caracteriza la acea vreme printr-o atmosferă poetică și printr-un ritm solemn, și dobândirea în scurt timp a unei poziții solide în rândul filmelor de animație ale studioului Animafilm.
Primele filme românești de animație cu caracter istoric au început să fie realizate încă din anii 1970. Artistul și regizorul Ion Truică a fost primul care a abordat tematica istoriei naționale în scurtmetraje ca Marea zidire (1974), Furtuna (1977), Posada (1983), Rovine (1983), Balada lui Tudor (1984), Pîrjolul (1984) și Ziua însîngerată (1985), în care a evocat evenimente istorice semnificative sau a prezentat legende vechi. Astfel, Marea zidire interpretează într-un mod original balada despre meșterul Manole și ctitorirea mănăstirii de la Curtea de Argeș, Furtuna evocă în imagini plastice evenimentele dramatice ale Răscoalei lui Horea, Cloșca și Crișan, Posada, Rovine și Balada lui Tudor prezintă unele momente cruciale ale luptei poporului român pentru independență (Bătălia de la Posada, Bătălia de la Rovine și Revoluția de la 1821), încercând să creeze o atmosferă de epocă veridică și să esențializeze semnificația evenimentelor, în timp ce Pîrjolul și Ziua însîngerată evocă unele conflicte sociale de la începutul secolului al XX-lea (Răscoala din 1907 și Greva tipografilor din 13 decembrie 1918). Filmele realizate de Truică ies în evidență prin mitizarea evenimentelor și figurilor istorice, prin experimentarea unor ritmuri diferite ale exprimării cinematografice a unor viziuni convenționale și prin folosirea adeseori a unei grafici stilizate.
Alți cineaști autohtoni care au abordat tematica istorică sunt Adrian Petringenaru în Traian și Decebal (1977) și Legendă (1978), care fac o incursiune în trecutul îndepărtat al poporului român, prezentând într-un mod mitic cucerirea Daciei de către romani, și Mihai Șurubaru în scurtmetrajul Stejarul din Borzești (1985), care a reprezentat o reușită, potrivit jurnalistei Alice Mănoiu, un film de calitate, în opinia cineastului Virgil Mocanu, sau un eșec artistic, potrivit criticului Dinu-Ioan Nicula.

### Serialul

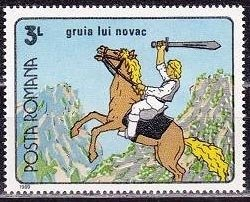
Gruia lui Novac, reprezentat pe un timbru românesc

În acest context istorico-cultural a fost realizat serialul de animație cu subiect istoric Novăceștii în 15 episoade, care au fost difuzate în perioada 1985–1988. Serialul Novăceștii avea un scop instructiv-educativ și urmărea să prezinte tinerilor spectatori (preșcolari și școlari) lupta poporului român pentru libertate și independență și să inoculeze dragostea de țară. Sursa de inspirație a scenariului a fost ciclul folcloric epic al Novăceștilor, format din peste nouăzeci de balade și circa cincizeci de variante, pornind de la ideea susținută de scriitorul Bogdan Petriceicu Hasdeu că „eroul baladelor de vitejie consacrate ciclului Novăceștilor este un personaj istoric, una din căpeteniile lui Mihai Viteazul, chiar cu numele Baba Novac”. Personajul istoric Baba Novac și fiul său, Gruia, erau eroii mai multor balade populare și deveniseră simboluri ale luptei antiotomane. Scenariul prezintă aspecte ficțional-mitice ale războiului româno-otoman de la sfârșitul secolului al XVI-lea, avându-i ca protagoniști pe membrii neamului viteaz al Novăceștilor.
Scenariștii Mihai Opriș și Constantin Păun, care colaboraseră anterior la scenariul filmului Bătălia din umbră (1986) al lui Andrei Blaier, au ales o formulă narativă ingenioasă: combinarea istoriei cu balada și basmul și transformarea evenimentului istoric în mit, introducând uneori interludii lirice sau umoristice pentru a mai dilua suspansul. Filmul de animație împletește planul real cu un plan fabulos, de inspirație folclorică, prezentând în antiteză viața pașnică, generozitatea și vitejia poporului român (descrise de autorii anonimi ai creațiilor literare populare) și spiritul războinic, lăcomia și cruzimea cotropitorilor otomani și creând războinicilor medievali români o imagine legendară. Spre deosebire, însă, de balade, în care Baba Novac și fiii lui apar descriși ca „voinici închivărați,/ oameni de stat înalt”, Novăceștii din filmul lui Constantin Păun sunt reprezentați ca oameni obișnuiți în port tradițional, care iau lucrează la câmp, cutreieră pădurea, culeg viile sau iau parte la ceremoniile vieții satului: nașterea, nunta și moartea. Creatorii filmului prezintă astfel momente-cheie din viața țăranului român, dar inserează, de asemenea, unele elemente fantastice cu rol simbolic care fac legătura cu lumea basmului: corbul alb, corbul negru, vrăjitoarea cu puteri supranaturale, ursitoarele, apa vie, paloșul care are puteri fermecate atâta timp cât purtătorul lui (asemenea lui Anteu) îl folosește pentru a-și apăra glia străbună etc. Natura se implică în evenimente, la fel ca în cazul basmelor, ceea ce subliniază legătura puternică a războinicilor cu pământul natal, iar forțele supranaturale intervin de o parte sau de alta pentru a ajuta personajele filmului să facă față mai ușor încercărilor cu care se confruntă.
Preocuparea regizorului Constantin Păun pentru modernizarea mijloacelor plastice se observă în preluarea elementelor de decupaj și de limbaj specifice filmului cu actori și folosirea lor pentru prima oară în animația românească, reușind astfel, după cum a observat Manuela Cernat, să confere filmului „ritm palpitant, suspens și o extraordinară diversitate” și să evite repetarea cadrelor animate. Regizorul a colaborat în acea perioadă cu numeroși desenatori (Iuliu Sîn-Petru, Bob Nicolescu, Livia Martin) și animatori (Iuliu Sîn-Petru, Bob Nicolescu, Valentin Baciu, Mihai Șurubaru, Mihai Raț, Cecilia Cristian, Monica Moldoveanu, Laura Jianu, Mihai Sîmpetru, Mihaela Mihăiasa) și cu scenografii Dana Dămăceanu și Radu Dămăceanu. Episoadele din Novăceștii au o alură plastică rafinată și valorifică expresivitatea unor tehnici combinate. Un rol important l-a avut muzica lui Călin Ioachimescu, care susține imaginea și a obținut, împreună cu compoziția aceluiași autor din scurtmetrajul de animație A fi, o mențiune specială a juriului la ediția din 1988 a concursului „Cupa de cristal”.
Serialul era anunțat pentru prima dată în presă în august 1985 și a început să fie realizat în același an, iar două episoade au fost difuzate pe ecrane în iulie 1986, la început de vacanță școlară, alte episoade fiind în curs de filmare în octombrie 1986. Realizarea serialului era aproape încheiată în septembrie 1987, potrivit unui anunț publicat de studioul Animafilm în ziarul Informația Bucureștiului, și a fost finalizată în martie 1988. Ultimele patru episoade ale serialului (10, 11, 12 și 13) au fost difuzate în premieră în septembrie 1988.

### Lungmetrajul
Creatorii filmelor de animație românești au fost contaminați în acei ani, potrivit criticului Dinu-Ioan Nicula, de „patima lucrului pe bandă rulantă”, producând un număr mare de episoade care au fost transformate ulterior în lungmetraje. Transformarea serialelor de animație în lungmetraje era o practică obișnuită a studioului Animafilm în cursul anilor 1980 și urmărea distribuirea filmului în sălile de cinema pentru a obține încasări mai mari. Principala problemă a lungmetrajelor de acest tip a fost realizarea legăturilor între episoade pentru obținerea coeziunii și a continuității acțiunii, ceea ce aducea în dezbatere necesitatea construirii scenariului încă de la început și nu reconstrucția lui ulterioară prin intermediul unor artificii. În mod similar serialelor de animație din anii 1980, succesul la public al serialului Novăceștii a stat la baza ideii alcătuirii unui film de lungmetraj.
Cele 15 episoade ale serialului Novăceștii au fost adunate apoi într-un lungmetraj omonim, care a fost regizat de Păun după un scenariu scris de regizor în colaborare cu Mihai Opriș. Muzica filmului a fost compusă de Călin Ioachimescu, unul dintre colaboratorii obișnuiți ai regizorului, iar balada, cu versurile scrise de Tudor Opriș, a fost interpretată de Alexandru Mica. Secvențele au fost filmate de Roxana Mihalcea și Gheorghe Roșu, iar montajul filmului a fost realizat de Ariana Roșca. Vocile personajelor animate au fost dublate de actori cunoscuți ca Ion Colan, Magdalena Cernat, Radu Stoenescu, Vasile Muraru și Nina Dimitriu-Ulmu. Filmul era aproape finalizat în iunie 1988 și urma cât de curând să fie difuzat în cinematografe.

## Primire

### Lansare
Novăceștii a fost prezentat în premieră absolută „în afara concursului” la ediția a XI-a a Galei filmului pentru tineret de la Costinești, care a avut loc în august 1988, fiind întâmpinat cu căldură de publicul spectator (preșcolari, școlari, pionieri). Premiera de gală a filmului a avut loc la 12 septembrie 1988 (în preajma începerii noului an școlar) la cinematograful „Scala” din București, după care a avut loc o distribuție și difuzare în toată țara. Patru lungmetraje de animație au avut premiera în România în anul 1988, ceea ce a reprezentat un record absolut: Uimitoarele aventuri ale muschetarilor, Temerarii de la scara doi, Novăceștii și Fiul stelelor, iar Novăceștii a fost cel de-al treilea în ordine cronologică, fiind urmat doar de Fiul stelelor. Filmul a fost difuzat în prima săptămână la cinematografele Lumina, Melodia și Gloria din București.
Aventurile Novăceștilor s-au bucurat de mare succes în rândul publicului spectator din cinematografe, de la premiere sau din cadrul unor gale speciale și ecrane de vacanță. Novăceștii a fost vizionat de 430.395 de spectatori în cinematografele din România, după cum atestă o situație a numărului de spectatori înregistrat de filmele românești de la data premierei și până la data de 31 decembrie 2014 alcătuită de Centrul Național al Cinematografiei.

### Opinii critice
Primele recenzii ale acestui film au fost publicate în numărul din septembrie 1988 al revistei Cinema, după premiera de la Costinești. Cu acel prilej, teatrologul Ludmila Patlanjoglu evidenția că „structura epică a peliculei, complexă, este construită cu măiestrie profesională de Constantin Păun. Explozia formelor în mișcare impresionează, regizorul împreună cu operatorii Roxana Mihalcea și Gheorghe Roșu folosește mișcări de aparat mai puțin familiare animației, tensionînd desfășurarea evenimentelor. Montajul Arianei Roșca are alertețe, conferind dinamism și omogenitate tramei. Muzica lui Călin Ioachimescu admirabilă, pe rînd evocatoare, duioasă, solemnă, lirică tumultuoasă, este un personaj principal al filmului.” și concluziona că Novăceștii este „o frumoasă baladă cinematografică”. Tot în paginile aceleiași reviste, criticul Ileana Perneș-Dănălache scria că Gruia Novac este „conturat în linii ferme, care asigură impresia de forță a voinicului în slujbă a dreptății imuabile enunțată de legea nescrisă a pămîntului strămoșesc” și că „ursita lui se identifică astfel cu ursita tuturor românilor sortiți să rămînă liberi atît timp cît își apară pămîntul natal”, constatând în încheierea cronicii sale că „familia Novăceștilor este simbolul emoționant care amintește ideea de neatârnare împletită cu nobilul sentiment patriotic”.
Cronici elogioase au apărut, de asemenea, și în alte publicații contemporane. Astfel, criticul Manuela Cernat de la revista România literară sublinia calitățile artistice ale filmului: concepția artistică novatoare, formula narativă ingenioasă, grafica stilizată expresivă și „de un desăvîrșit bun gust”, mișcările precise de aparat, scenografia profesionistă ce imprimă dramatism secvențelor și muzica „sugestivă, tensionată, prelucrînd în spirit contemporan sonorități de străvechi melos popular” și concluziona următoarele: „Născut dintr-o curată și adîncă simțire românească, realizat cu frenetic elan novator, sub semnul unei imense pasiuni pentru arta filmului, Novăceștii îmbină cu rară ingeniozitate atracțiozitatea și eleganța stilistică, vrăjindu-și literalmente spectatorii. Cu mîna pe inimă pot spune că este unul din cele mai frumoase lung-metraje de animație pe care le-am văzut vreodată. [...] Departe de orice retorism didacticist, de idilism și folclorizări vulgare, Novăceștii se impune printr-o dublă dimensiune culturală. A discursului istoric și a demersului stilistic.”. Recenzia lui Călin Stănculescu, publicată în revista Luceafărul, conține opinii mai ponderate cu privire la acest film: criticul evidenția acolo amestecul de istorie și legendă, atmosfera poetică, prezența a numeroase simboluri din literatura fantastică, frumusețea plastică a graficii, decorurile „în culori calde, expresive”, dinamismul și spectaculozitatea confruntărilor („cu un deosebit simț al mobilității în cadru, cu angulații inedite de mare efect”) și montajul alert și susținea că „metamorfozele, antropomorfismul, simbolismul culorilor, sugestia participării fantastice aduc cu certitudine o notă de poezie autentică”, dar, în același timp, identifica existența unor imperfecțiuni în ceea ce privește creația artistică a vrăjitoarei și corbilor (grafica sărăcăcioasă, umorul superficial și inutil, dublajul neinspirat al vocilor), lipsa de fantezie a scenelor ce au loc în harem și influența prea vizibilă a filmelor cu arte marțiale în prezentarea încercărilor prin care trece Bujor. Cu toate acestea, opinia lui Stănculescu este că „Novăceștii, prin sursa de inspirație atent prelucrată, prin suflul său poetic dublat de semnele unui mesaj cu mare forță etică, rămîne o operă de mare forță expresivă, accesibilă și eficientă pe plan educativ, valorificînd în bună măsură esențele mereu vii ale artei noastre populare”.
Criticul de artă Valentin Ciucă a publicat un articol în ziarul Scînteia în care evidenția metafora filmului, „copacul-om, copacul-țară” și susținea că alternanța periodică între planul narativ al baladei și planul fantastic al basmului a permis „asimilarea imediată a imaginii unui erou exemplar, neînfricat în fața pericolelor și neînduplecat în pedepsirea dușmanilor”, în timp ce criticul literar Tania Radu descria filmul în revista Flacăra ca fiind „captivant și decorativ în egală măsură, bine ritmat, și agreabil desenat”, fără „exagerări folclorizante”, dar cu un accent un pic prea insistent asupra metaforei, și, în același timp, capabil să genereze emoții în sufletele privitorilor și să inducă „etică și spirit justițiar”. În fine, istoricul de film Călin Căliman și-a exprimat satisfacția artistică cu privire la acest lungmetraj în mai multe articole publicate în ziarul Contemporanul și a susținut acolo că Novăceștii este o „legendă poetică [...] adusă pe ecran cu ambiții artistice superioare” și caracterizată printr-un ritm antrenant și printr-o „animație interesantă, vie, dinamică”.
Opiniile ulterioare ale criticilor cu privire la acest film au fost mixte și au scos în evidență pe de o parte calitățile expresiei grafice și pe de altă parte convenționalismul exprimării artistice globale. Astfel, istoricul de film Călin Căliman scria în lucrarea sa de referință Istoria filmului românesc (1897–2000) (2000) că Novăceștii este „o poveste istorică – cu o grafică incitantă și expresivă –, printre personaje fiind Gruia și Bujor Novac, Ali-Pașa – trimisul special al sultanului în Țara Românească – dar și personaje fantaste, printre care o vrăjitoare foarte războinică”, în timp ce criticul Dinu-Ioan Nicula menționa în lucrarea Călătorie în lumea animației românești (1997) că filmul lui Constantin Păun este o „încercare reușită de vulgarizare a istoriei naționale, în culori cenușii și forme colțuroase, adecvate uneori ca expresie grafică, dar ratate la nivel artistic global” din cauza convenționalismului.

## Premii
Serialul Novăceștii a obținut, alături de scurtmetrajele Minunata lume a scrisului al lui Virgil Mocanu, Mincinosul lecuit al lui Lucian Profirescu, și La datorie al Isabelei Petrașincu, premiul Consiliului Național al Organizației Pionierilor pe anul 1985 în domeniul filmelor de animație. Constantin Păun și Mihai Opriș au fost distinși cu Premiul pentru scenariu pentru serialul Novăceștii la ediția a III-a a Galei filmului românesc pentru copii de la Piatra Neamț, care a avut loc în octombrie 1986, animatorul Valentin Baciu a câștigat Premiul pentru animație al Asociației Cineaștilor din România (ACIN) în 1986, ex-aequo cu Olimp Vărășteanu pentru Dumbrava minunată, iar compozitorul Călin Ioachimescu a obținut o mențiune specială a juriului la ediția din 1988 a concursului „Cupa de cristal” pentru muzica din episodul XII al serialului Novăceștii și din scurtmetrajul A fi.
Lungmetrajul de animație Novăceștii a câștigat marele premiu al ACIN, ex-aequo cu filmul artistic Cîntec în zori (regia: Dinu Tănase) și cu filmul documentar Sub ramuri de pădure (regia: Liviu Nițu), la ediția a IV-a a Galei filmului românesc pentru copii de la Piatra Neamț, care a avut loc în octombrie 1988. Cele trei filme au emoționat publicul tânăr, potrivit criticului de artă Valentin Ciucă, prin „vibrația profund umană în fața miracolului vieții, a confruntărilor istoriei, a faptelor vitejești”.